# Tjetjensk
Tjetjensk er et nordøstkaukasisk sprog, som er modersmål for omkring 1.350.000 mennesker i Rusland. Det tales fortrinsvist i de russiske republik Tjetenien og Dagestan, hvor det sammen med russisk er officielt sprog. Ligesom russisk skrives tjetjensk med det kyrilliske alfabet, men også det latinske og arabiske alfabet har været brugt.
Tjetjensk er det største af de tre nakh sprog, efterfulgt af ingusjisk og batsisk. Tjetjensk og ingusjisk er indbyrdes forståelige; batsisk er lidt fjernere beslægtet.